# Сан-Мигель-Каноа
Сан-Мигель-Каноа (исп. San Miguel Canoa) — город и в Мексике, входит в  муниципалитетштат Пуэбла. Население — 14 863 человек (2010 год).

## История

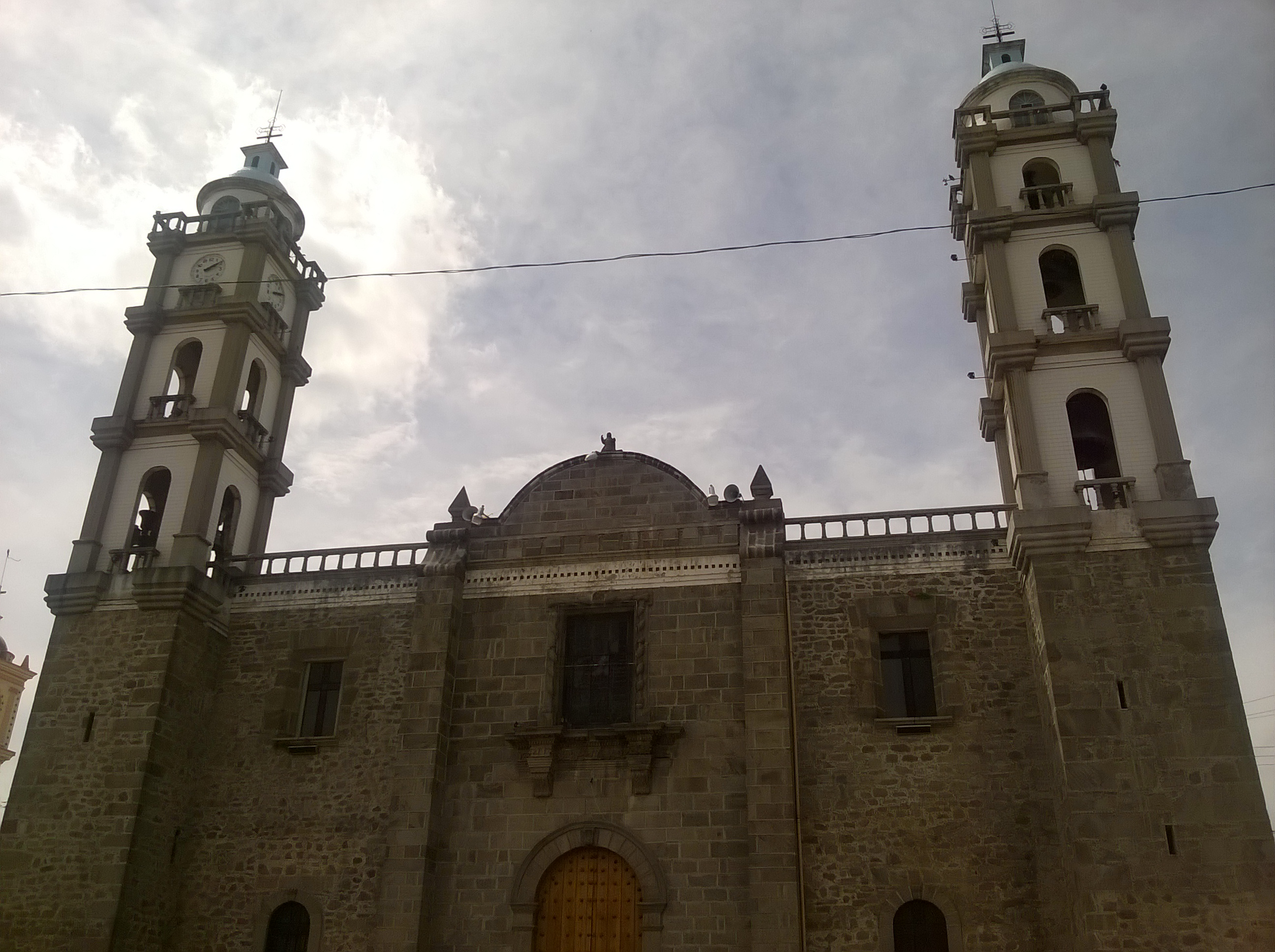
Приход Святого Мигеля

Ранее Сан-Мигель-Каноа имел статус центра одноимённого муниципалитета, но указом от 30 октября 1962 года муниципалитет был упразднён, а его территория включена в состав муниципалитета Пуэбла.
Сан-Мигель-Каноа печально известен событием, произошедшим 14 сентября 1968 года, когда пятеро молодых сотрудников Автономного университета Пуэблы были жестоко убиты местным населением, которое приняло их за отряд студентов-коммунистов.

## Население
| Год  | Население |
| ---- | --------- |
| 1968 | 5945      |
| 2010 | 14 863    |